# Гоксвиллер
Гоксвиллер (фр. Goxwiller) — коммуна на северо-востоке Франции в регионе Гранд-Эст (бывший Эльзас — Шампань — Арденны — Лотарингия), департамент Нижний Рейн, округ Селеста-Эрстен, кантон Оберне.

## Географическое положение
Коммуна расположена на расстоянии около 380 км на восток от Парижа и в 26 км юго-западнее Страсбура.
Площадь коммуны — 3,3 км², население — 778 человек (2006) с тенденцией к росту: 852 человека (2013), плотность населения — 258,2 чел/км².

## Население
Население коммуны в 2011 году составляло 831 человек, в 2012 году — 841 человек, а в 2013-м — 852 человека.
| 1962 | 1968 | 1975 | 1982 | 1990 | 1999 | 2006 | 2008 | 2011 | 2012 | 2013 |
| ---- | ---- | ---- | ---- | ---- | ---- | ---- | ---- | ---- | ---- | ---- |
| 496  | 547  | 635  | 664  | 669  | 733  | 778  | 801  | 831  | 841  | 852  |

Динамика населения:

## Экономика
В 2010 году из 512 человек трудоспособного возраста (от 15 до 64 лет) 398 были экономически активными, 114 — неактивными (показатель активности 77,7 %, в 1999 году — 73,7 %). Из 398 активных трудоспособных жителей работали 373 человека (199 мужчин и 174 женщины), 25 числились безработными (10 мужчин и 15 женщин). Среди 114 трудоспособных неактивных граждан 36 были учениками либо студентами, 49 — пенсионерами, а ещё 29 — были неактивны в силу других причин.

## Достопримечательности (фотогалерея)

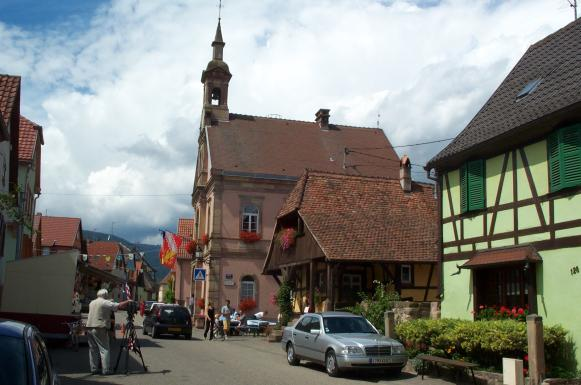
Центральная часть
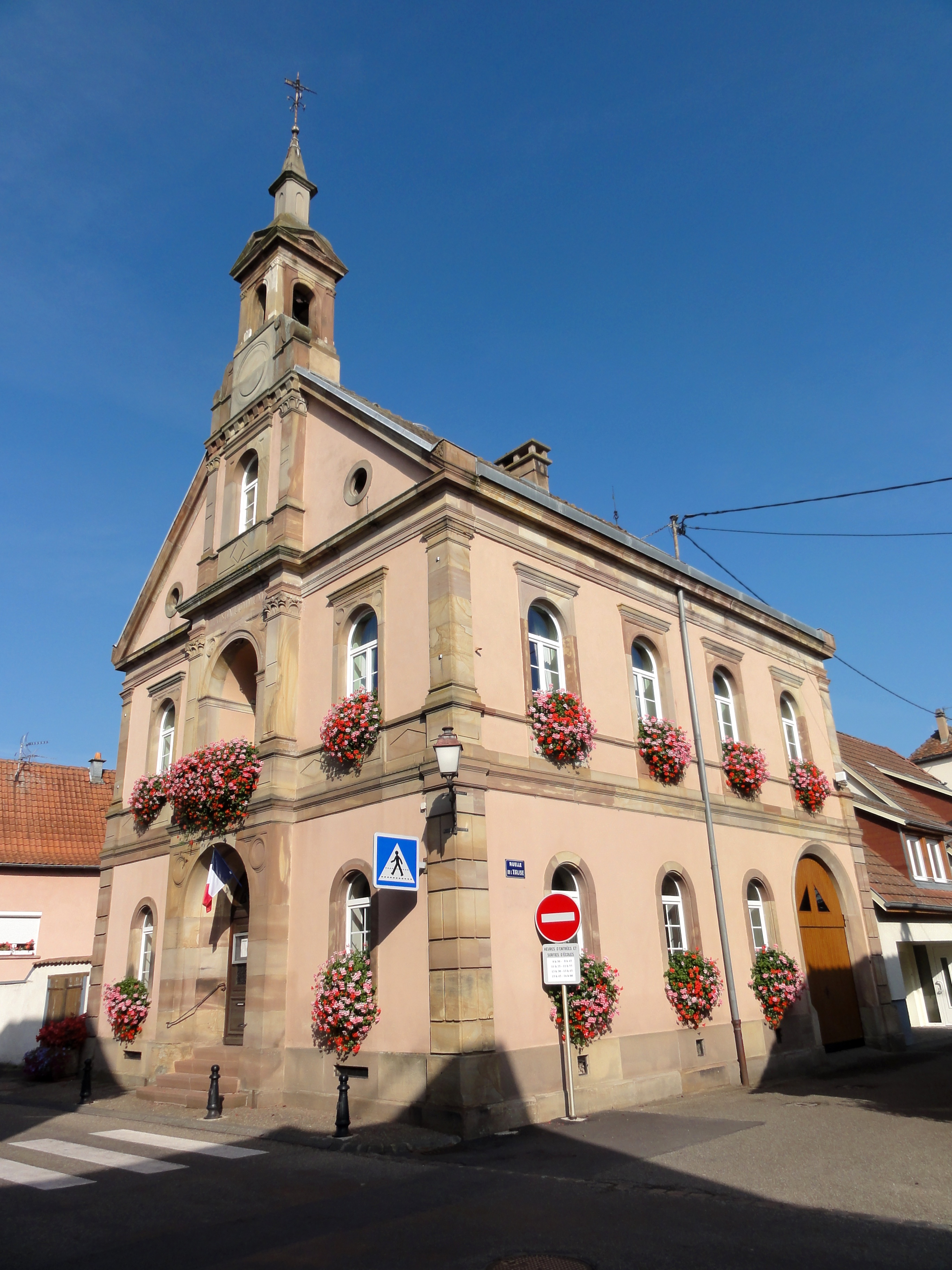
Здание мэрии
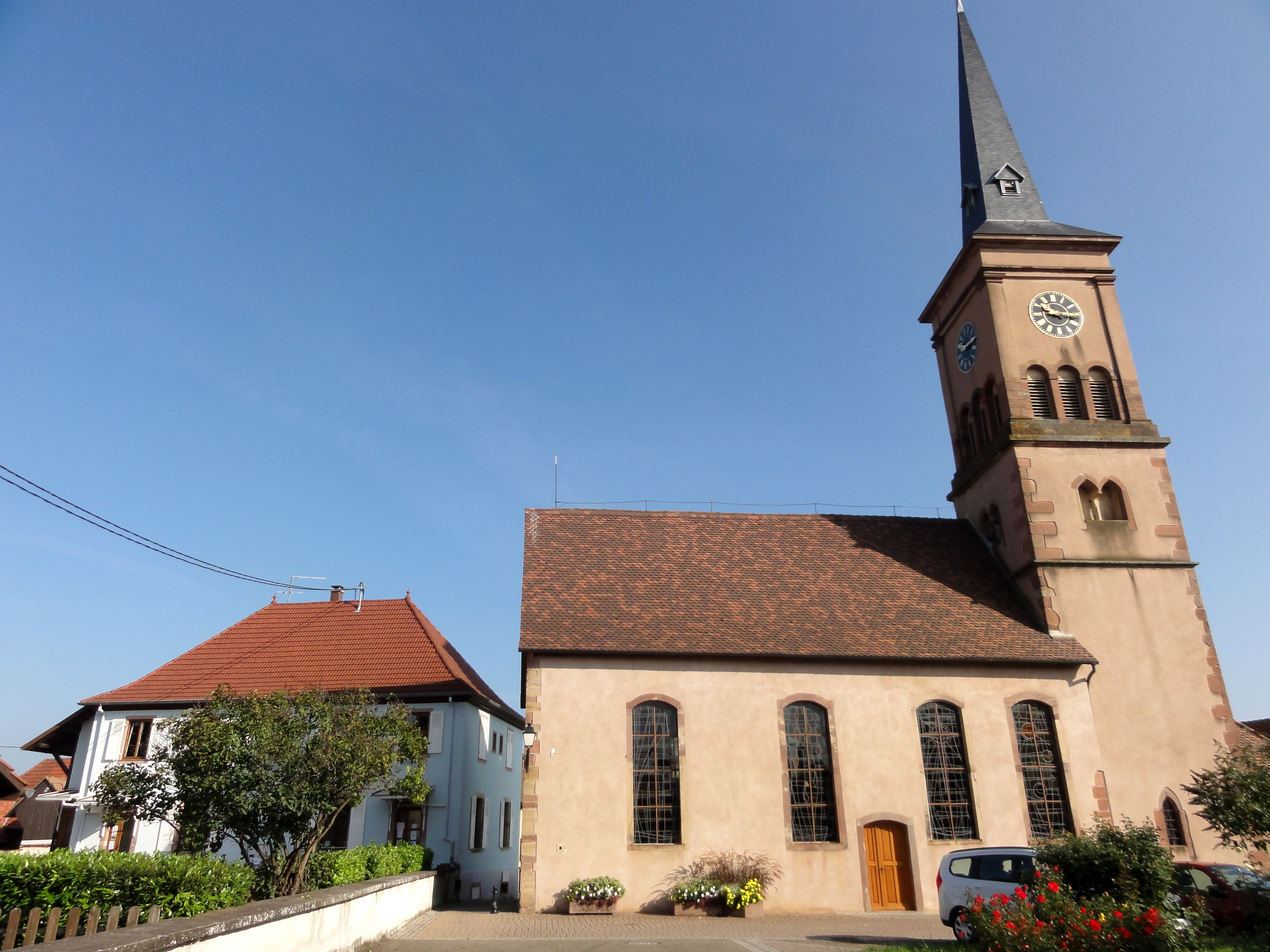
Церковь Сен-Жан
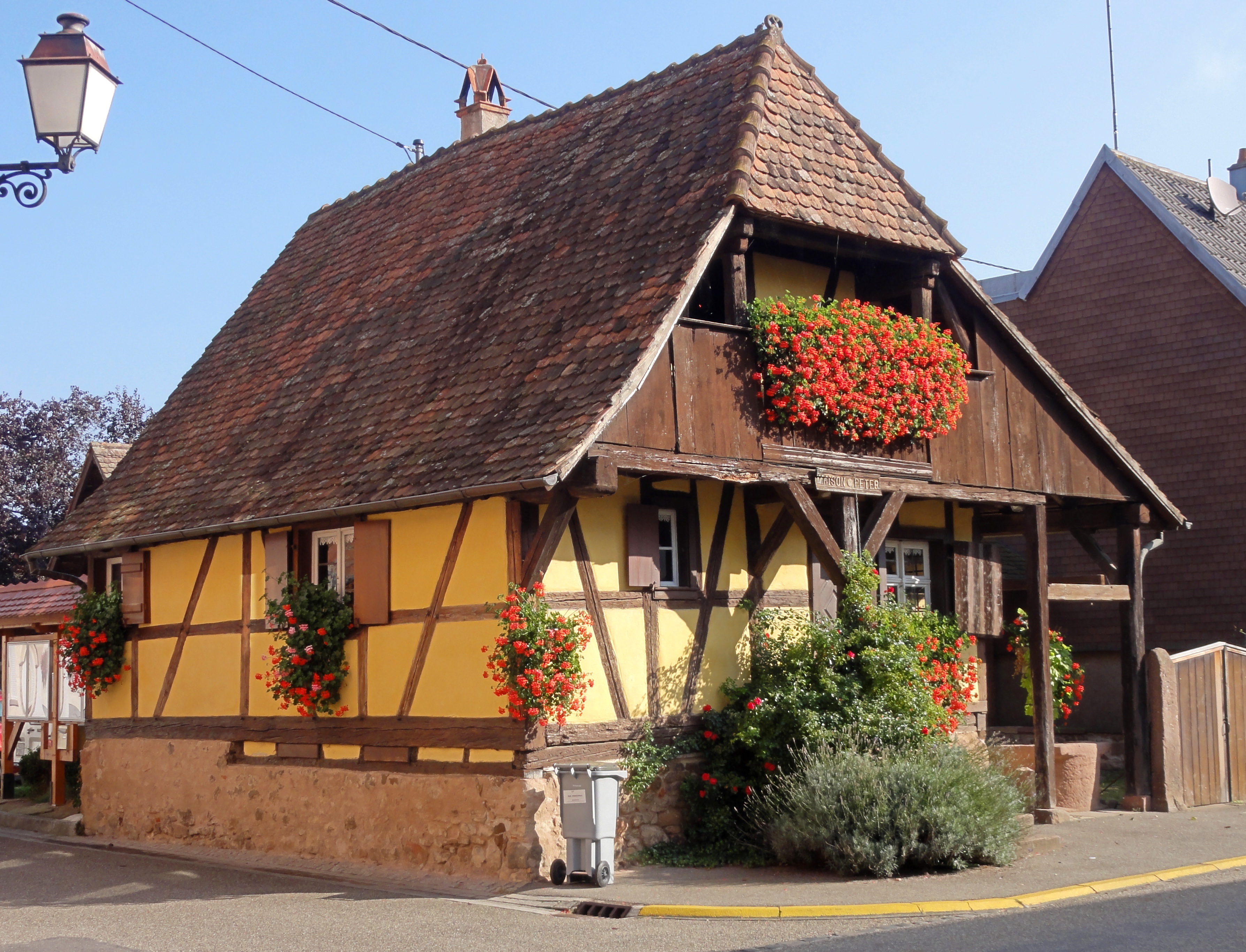
Старое здание
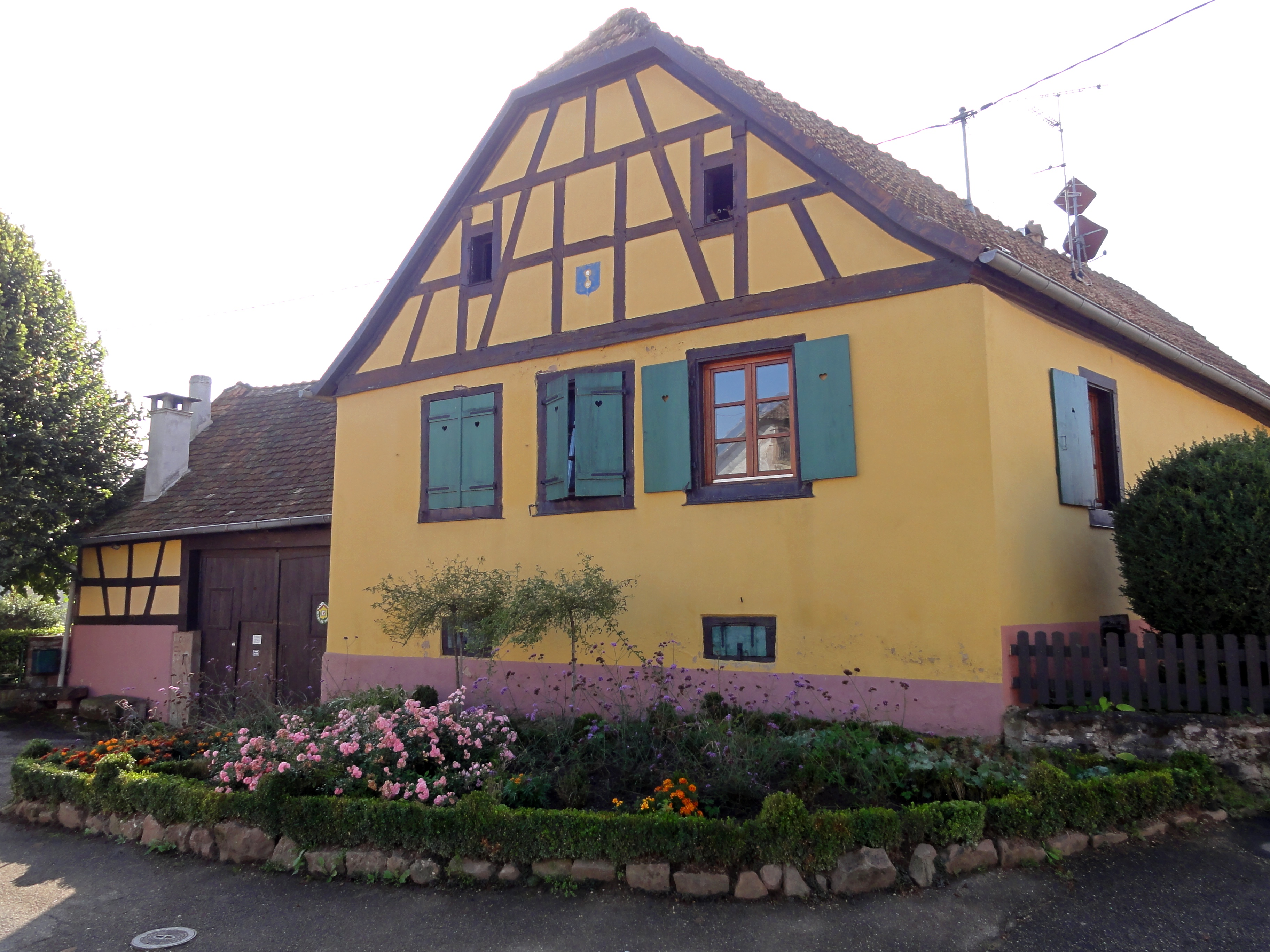
Дом аббатства по главной улице